# Regba
Regba (hebrejsky רֶגְבָּה, v oficiálním přepisu do angličtiny Regba) je vesnice typu mošav v Izraeli, v Severním distriktu, v Oblastní radě Mate Ašer.

## Geografie
Leží v nadmořské výšce 14 metrů v intenzivně zemědělsky využívané a hustě osídlené Izraelské pobřežní planině, nedaleko západních okrajů svahů Horní Galileji, necelé 2 kilometry od břehů Středozemního moře a 13 kilometrů od libanonských hranic.
Obec se nachází 2 kilometry jižně od města Naharija, cca 105 kilometrů severoseverovýchodně od centra Tel Avivu a cca 20 kilometrů severoseverovýchodně od centra Haify. Regbu obývají Židé, přičemž osídlení v tomto regionu je převážně židovské. Oblasti centrální Galileji, které obývají izraelští Arabové, začínají až dále k východu. Jižně od mošavu ale leží město Akko s částečně arabskou populací.
Regba je na dopravní síť napojena pomocí severojižní tepny dálnice číslo 4.

## Dějiny
Regba byla založena v roce 1946. V srpnu 1946 se tu usadila dvě osadnická jádra. Jedno bylo tvořeno židovskými veterány druhé světové války, druhé tvořili lidé z Kirjat Bialik. Tyto dvě skupiny spolu neměly předchozí kontakt a lišily se ideologicky, ale usadily se na jednom místě.
Mošav Regba vznikl na místě zaniklé arabské vesnice al-Sumajrija, která stávala do války za nezávislost v roce 1948 na jihozápadním okraji nynější vesnice. V starověku byla nazývána Katasir. Křižáci ji nazývali Someleria. Její jméno patrně odkazovalo na odnož judaismu - samaritány, kteří vesnici obývali do konce 18. století, kdy byli vyhnáni místním vládcem Ahmedem al-Jazzarem. Pak se přesunuli do blízkosti města Nábulus, kde žijí dodnes. Tuto vesnici pak osídlili arabští muslimové. Stála tu mešita a základní chlapecká škola postavená roku 1945. Roku 1931 měla al-Sumajrija 391 obyvatel a 92 domů. Během války byla tato oblast roku 1948 ovládnuta židovskými silami a arabské osídlení zde skončilo. Zástavba vesnice pak byla zbořena s výjimkou mešity.
Před rokem 1949 měla Regba 40 obyvatel a rozlohu katastrálního území 940 dunamů (0,94 kilometrů čtverečních).
Vesnice Regba byla organizována na silně kolektivních principech. Původně šlo o kibuc. Ten se roku 1949 změnil na mošav šitufi, blízký kibucům. Roku 1978 se spolu s dalšími pěti mošavy vesnice připojila k organizaci Ichud ha-Kvucot ve-ha-Kibucim.
Ekonomika obce je založena na zemědělství, turistickém ruchu a průmyslu (firma na nábytek). K dispozici se tu plavecký bazén, knihovna, zdravotní a zubní ordinace. V Regba fungují zařízení předškolní péče i základní škola. Jižně od vesnice se nachází sídlo úřadů Oblastní rady Mate Ašer.
Obec nedávno prošla stavební expanzí, která sestávala z prodeje 92 stavebních parcel.

## Demografie
Obyvatelstvo mošavu Regba je sekulární. Podle údajů z roku 2014 tvořili naprostou většinu obyvatel v Regba Židé - cca 1000 osob (včetně statistické kategorie "ostatní", která zahrnuje nearabské obyvatele židovského původu ale bez formální příslušnosti k židovskému náboženství, cca 1100 osob).
Jde o menší sídlo vesnického typu s populací, která po dlouhodobé stagnaci začala po roce 2005 prudce růst. K 31. prosinci 2011 zde žilo 1057 lidí. Během roku 2014 populace stoupla o 2,6 %.
| Rok            | 1948 | 1961 | 1972 | 1983 | 1995 | 2001 | 2003 | 2004 | 2005 | 2006 | 2007 | 2008 | 2009 | 2010 | 2011 | 2012 | 2013 | 2014 |
| -------------- | ---- | ---- | ---- | ---- | ---- | ---- | ---- | ---- | ---- | ---- | ---- | ---- | ---- | ---- | ---- | ---- | ---- | ---- |
| Počet obyvatel | 82   | 272  | 335  | 470  | 569  | 551  | 554  | 579  | 594  | 674  | 752  | 820  | 896  | 921  | 978  | 1040 | 1030 | 1057 |